# Dušan Bohunický
Dušan Bohunický (* 18. prosince 1975) je slovenský basketbalista hrající českou Národní basketbalovou ligu za tým BK Kondoři Liberec. Hrál na pozici rozehrávače. Hráčskou kariéru ukončil v roce 2008, přesídlivší na post asistenta trenéra.
Je vysoký 183 cm, váží 82 kg.

## Kariéra
- 2001 - 2005 : BC Sparta Praha
- 2005 - 2007 : BK Kondoři Liberec
- 2007 - 2008 : BK Kondoři Liberec
- 2007 - 2009 : asistent trenéra BK Kondoři Liberec
- 2009 - 2011 : hlavní trenér BK Kondoři Liberec
- 2011 - 2012 :asistent trenéra BK JIP Pardubice
- 2012 - současnost :hlavní trenér BK JIP Pardubice

## Statistiky
| Sezóna   | Soutěž      | Odehrané minuty | Průměr na zápas | Body | Průměr na zápas |
| -------- | ----------- | --------------- | --------------- | ---- | --------------- |
| 2001/02  | Mattoni NBL | 661.0           | 21.3            | 245  | 7.9             |
| 2002/03  | Mattoni NBL | 768.1           | 22.6            | 218  | 6.4             |
| 2003/04  | Mattoni NBL | 480.8           | 17.8            | 144  | 5.3             |
| 2004/05  | Mattoni NBL | 655.8           | 22.6            | 236  | 8.1             |
| 2004/05  | Český pohár | 79.5            | 26.5            | 23   | 7.7             |
| 2005/06  | 2. liga     | 33.7            | 16.9            | 10   | 5.0             |
| 2006/07* | Mattoni NBL | 312.2           | 16.4            | 109  | 5.7             |

*Rozehraná sezóna - stav k 20.1.2007